# フォレスト・スミスソン
フォレスト・カスター・スミスソン（Forrest Custer Smithson, 1884年9月26日- 1962年11月24日）は、アメリカ合衆国オレゴン州ポートランド出身の陸上競技選手。1908年ロンドンオリンピックの金メダリストである。

## 経歴
スミスソンは110mハードルを得意とした選手で、1908年ロンドンオリンピックに出場。同僚であるジョン・ギャレルズと、アルビン・クレンツレーンが持っていた世界記録（15.2秒）にいち早く並んだアーサー・ショウが大会でのライバルであった。当時の110mハードルは一般的にはトラックで行われず、競技場の芝の上に特別にレーンを設けて行われていた。アメリカ人ばかり4人が進出した決勝レースはオリンピックの最終日に行われた。スミスソンは絶妙のスタートを見せ、ハードルをクリアするごと差を拡げてゆき、世界新記録（15.0秒）で2位のギャレルズを押さえ金メダルを獲得した。
レース後に、スミスソンは安息日の日曜日に決勝を行うことに対して抗議するため、左手に聖書を持って走ったといううわさが広まった。しかし、このような事実は当時の新聞にも公式資料にも残されていない。しかし、レース後のスミスソンを撮った写真には聖書を持った姿が写されているのでうわさが広まったと思われる。実際、スミスソンは大変信心深い人間であった。

## 関連書籍
- ロベルト・L・ケルチェターニ著 『近代陸上競技の歴史 1860-1991 誕生から現代まで<男女別>』 ベースボール・マガジン社 1992年、29-30、307ページ ISBN 4-583-02945-4